# Pseudocyphellaria haywardiorum
Pseudocyphellaria haywardiorum är en lavart som beskrevs av D. J. Galloway. Pseudocyphellaria haywardiorum ingår i släktet Pseudocyphellaria och familjen Lobariaceae.   Inga underarter finns listade i Catalogue of Life.